# Maerua paniculata
Maerua paniculata är en kaprisväxtart som beskrevs av Hiram Wild. Maerua paniculata ingår i släktet Maerua och familjen kaprisväxter. Inga underarter finns listade i Catalogue of Life.